# Le Week-end Osterman
Le Week-end Osterman (The Osterman Weekend) est un roman d'espionnage de l'écrivain américain Robert Ludlum paru en 1983.

## Résumé
John Tanner, journaliste réputé, est contacté par Laurence Fassett, agent de la CIA : ses amis, les Osterman, les Cardone et les Treymane, appartiendraient à Omega, une organisation secrète dont le but est de détruire l'économie américaine. Pour les démasquer, Tanner doit collaborer avec les services secrets.
Faux-semblants et alliances troubles, le piège est tendu le temps d'un week-end. Un vrai nid de guêpes...

## Adaptation
- 1983 : Osterman week-end (The Osterman Weekend), film américain réalisé par Sam Peckinpah, d'après le roman Le Week-end Osterman, avec Rutger Hauer, John Hurt, Craig T. Nelson et Dennis Hopper